# Inspektorat Graniczny „Kołomyja”
Inspektorat Graniczny nr 21 (22) – jednostka organizacyjna Straży Granicznej pełniąca służbę ochronną na granicy polsko-rumuńskiej w latach 1928–1939.

## Formowanie i zmiany organizacyjne
Rozporządzeniem Prezydenta Rzeczypospolitej Polskiej Ignacego Mościckiego z 22 marca 1928 roku, do ochrony północnej, zachodniej i południowej granicy państwa, a w szczególności do ich ochrony celnej, powoływano z dniem 2 kwietnia 1928 roku  Straż Graniczną.
Rozkazem nr 5 z 16 maja 1928 roku w sprawach organizacji Małopolskiego Inspektoratu Okręgowego dowódca Straży Granicznej gen. bryg. Stefan Pasławski zatwierdził dyslokację, granice i strukturę inspektoratu granicznego nr 21 „Kołomyja”.
Rozkazem nr 2 z 8 września 1938 roku w sprawie terminologii odnośnie władz i jednostek organizacyjnych formacji, komendant Straży Granicznej płk Jan Gorzechowski nakazał zmienić nazwę Inspektoratu Granicznego „Kołomyja” na Obwód Straży Granicznej „Kołomyja”.
Rozkazem nr 12 z 14 lipca 1939 roku w sprawie reorganizacji placówek II linii i posterunków wywiadowczych oraz obsady personalnej, komendant Straży Granicznej gen. bryg. Walerian Czuma zniósł placówkę II linii „Stanisławów”

## Służba graniczna
Dowódca Straży Granicznej gen. bryg. Stefan Pasławski swoim rozkazem nr 5 z 16 maja 1928 roku w sprawach organizacji Małopolskiego Inspektoratu Okręgowego określił granice inspektoratu granicznego: od zachodu: placówka Straży Granicznej „Zielona” wyłącznie, od wschodu: do styku granicy polsko-rumuńskiej z Dniestrem w rejonie Żeżawej (koryto Dniestru dla KOP). Rozkaz dowódcy Straży Granicznej nr 6 z 8 września 1928 podpisany przez mjr. Wacława Spilczyńskiego zmienił granice inspektoratu: od zachodu − placówka Straży Granicznej „Rafajłowa” do wzgórza 1368 Dołha wyłącznie, od wschodu − granica pozostała bez zmian.
Sąsiednie inspektoraty:
- Inspektorat Graniczny „Stryj” ⇔ KOP (batalion KOP „Borszczów”) − 1928 i 1935[6]

## Kierownicy/komendanci inspektoratu
| stopień   | imię i nazwisko | okres pełnienia służby |
| --------- | --------------- | ---------------------- |
| inspektor | Kozubek         | był w 1933             |

## Struktura organizacyjna
Organizacja inspektoratu w maju 1928:
- komenda − Kołomyja
- komisariat Straży Granicznej „Worochta”
- komisariat Straży Granicznej „Żabie”
- komisariat Straży Granicznej „Kosów”
- komisariat Straży Granicznej „Śniatyn”

Organizacja inspektoratu w 1931:
- komenda − Kołomyja
- Komisariat Żabie (46 km)
- Komisariat Kosów (48 km)
- Komisariat Śniatyn (42 km)
- Komisariat Horodenka (32 km)

Organizacja inspektoratu w 1935:
- komenda − Kołomyja
- komisariat Straży Granicznej „Żabie”
- komisariat Straży Granicznej „Kosów”
- komisariat Straży Granicznej „Śniatyn”
- komisariat Straży Granicznej „Horodenka”

Organizacja obwodu w 1938:
- komenda − Kołomyja
- komisariat Straży Granicznej „Żabie”
- komisariat Straży Granicznej „Kuty”
- komisariat Straży Granicznej „Śniatyn”
- komisariat Straży Granicznej „Horodenka”
- komisariat Straży Granicznej „Zaleszczyki”